# Кримсько-Азовський корпус
Кримсько-Азовський корпус (КАк) — військове з'єднання в Добровольчій армії, жовтень 1918 — 10 січня 1919 в Добровольчій армії Збройних сил Півдня Росії під час громадянської війни в Росії.

## Передісторія
1918 рік
З 10 жовтня (старий стиль) Кримський центр Добровольчої армії (утворений 24 грудня 1917 р. для роботи з формування частин в армії в Криму) включав райони: Севастополь-Балаклава, Сімферополь-Євпаторія, Феодосія-Керч, Ялта та околиці, Алушта та околиці. Начальник центру генерал-майор барон М. де Боде . Начальник штабу центру полковник К. К. Дорофєєв (до 29 листопада 1918 р.).
З 6 листопада (ст. ст.) начальник Кримського центру іменувався представником Головнокомандувача Добровольчої армії.
10 листопада (ст. ст.) частини Добровольчої армії вступили до Криму.
З 15 листопада (ст.ст.) на представника Головнокомандувача покладено (офіційно 19 листопада) командування всіма частинами Добровольчої армії у Криму.
29 листопада (ст. ст.). Представник Головнокомандувача Добрармії — Начальник центру генерал-майор барон М. де Боді. Начальник штабу центру генерал-лейтенант Д. Н. Пархомов.
На початку грудня (ст.ст.) Добровольча діюча армія розташовувалась у чотирьох головних групах. Одна з них була кримська. На цьому напрямі вів бойові дії Кримський загін під командуванням генерал-майора барона М. де Боде, який спочатку налічував лише 1,5-2 тисячі осіб і 3-10 гармат, який прикривав Перекопський перешийок і весь півострів Крим, бази та стоянки Чорноморського. флоту; він мав служити кадром для формування на півострові Кримського корпусу. Проти корпусу противник мав такі сили: на ростовському і кримському напрямах протягом грудня діяли повстанські загони під командуванням Н. Махно силою в 5-6 тисяч осібі в низов'я р. Дніпро 2-3 тисячі осіб під командуванням Н. Григор'єва. На території всієї Північної Таврії бешкетували загони, зграї, банди, які займалися грабунком і розбоями.
19 грудня (ст. ст.) Кримський центр Добровольчої армії скасовано.
22 грудня (ст. ст.) «Катеринославський загін Добровольчої армії» досяг міста Перекопа, в Криму завершився «Катеринославський похід» («Зимовий похід»).
З кінця грудня (ст. ст.) радянське командування направило на південний схід перші регулярні дивізії Української радянської армії В. Антонова-Овсієнка та Партизанської Червоної Армії під командуванням І. Кожевнікова.

## Історія
27 грудня (ст.ст.) у Збройних Силах Півдня Росії на основі частин, що знаходилися в Північній Таврії та в основній частині Таврії (у Криму), а також формувалися в Криму, сформовано Кримсько-Азовський корпус. Командир корпусу генерал-майор Барон М. де Боде (до 6 січня 1919 року). Начальник штабу центру генерал-лейтенант Д. Пархомов.
До корпусу увійшли 3-я дивізія та війська, що діяли в Таврійській та Катеринославській губерніях: Кримська дивізія, Мелітопольський загін, Перекопський окремий батальйон, Бердянський піхотний полк та Севастопольська фортеця.
- Кримська дивізія (19.11.1918 — 19 січня 1919). Начальник дивізії генерал-майор О. Корвін-Круковський (19 листопада 1918 — 28 травня 1919). Дивізія формувалася з 19 листопада 1918 р. у Криму. До 31 грудня 1918 р. включала Сімферопольський офіцерський полк, Кримський зведений піхотний полк, 2-й Таманський полк Кубанського козацького війська, Запасний кавалерійський полк та окремий кадровий ескадрон. З 19 січня 1919 року дивізія отримала найменування 4-а дивізія.[6]
- Мелітопольський загін. Начальник загону генерал-майор П. Тілло. Загін утворений 10 листопада 1918 р. у складі Добровольчої армії. Входив до складу Кримсько-Азовського корпусу. До 31 грудня 1918 р. включав Зведено-гвардійський полк, Мелітопольський окремий батальйон, 1-й, 2-й та окремий легкі та важкі гвардійські артилерійські дивізіони та сотню 2-го Таманського полку Кубанського козачого війська.[7]
- Севастопольська фортеця (фортеця Севастополь). З кінця 1918 р. входила окремою одиницею до складу частин Добровольчої армії в Криму.[8]

У Криму формувалися Південно-Західний загін, зведено-гвардійська рота, кадрова батарея гвардійської кінної артилерії, 9-й пластунський батальйон та ін.
1919 рік
6 січня (ст. ст.). Командир корпусу генерал-майор барон М. де Боде. Начальник штабу корпусу генерал-лейтенант М. Пархомов.
7 січня (ст. ст.). Командир корпусу генерал-лейтенант О. Боровський. Начальник штабу корпусу генерал-лейтенант Д. Пархомов.
10 січня (ст. ст.) на основі корпусу створено Кримсько-Азовську Добровольчу армію.

## Підпорядкування
- 27.12.1918-8.01.1919: Добровольча армія
- 8-10.01.1919: Збройні сили Півдня Росії, Добровольча армія

## Командування
- Командири:
- генерал-майор барон Н. де Боде (27.12.1918-06.01.1919)[1],[9]
- генерал-лейтенант О. Боровський (з 7 січня 1919)[1]

- Начальник штабу — генерал-лейтенант Д. Пархомов (27.12.1918-10.01.1919).[1]

## Склад
На 27.12.1918:
- Війська у Криму:[1]
- 3-я дивізія[1]

- Війська, що діяли в районі Таврійської та Катеринославської губерній:[1]
- Кримська дивізія[1]

- Мелітопольський загін
- Перекопський окремий батальйон
- Бердянський піхотний полк
- Севастопольська фортеця

- Війська, що формувалися Кримським центром у Криму:[1]

- Південно-західний загін
- зведено-гвардійська рота
- кадрова батарея гвардійської кінної артилерії
- 9-й пластунський батальйон
- інші війська